# Distretto di Csorna
Il distretto di Csorna (in ungherese Csornai járás) è un distretto dell'Ungheria, situato nella provincia di Győr-Moson-Sopron.